# Sydlig tofstrapp
Sydlig tofstrapp (Lophotis ruficrista) är en fågel i familjen trappar inom ordningen trappfåglar. Den förekommer i torra skogar i södra Afrika. Beståndet anses vara stabilt. 

## Utseende och läte
Sydlig tofstrapp är en medelstor trapp med svart buk och diagnostiska vita pilspetsformade teckningar på den brun- och svartfläckiga ryggen. Hanen har brungrå nacke och skiffergrå hjässa, medan honan är mer enfärgad. På huvudet har den en rödaktig tofs som gett den det engelska namnet Red-crested Korhaan, men denna hålls nästan alltid dold. I flykten skiljer de helsvarta vingundersidorna arten från svartbukig trapp (denna har vita "fönster" på vingundersidan). Sången består av en serie klickande ljud som följs av ett sorgsamt pipande "sweee-swee-sweee sweet", stegrande i ett crescendo.

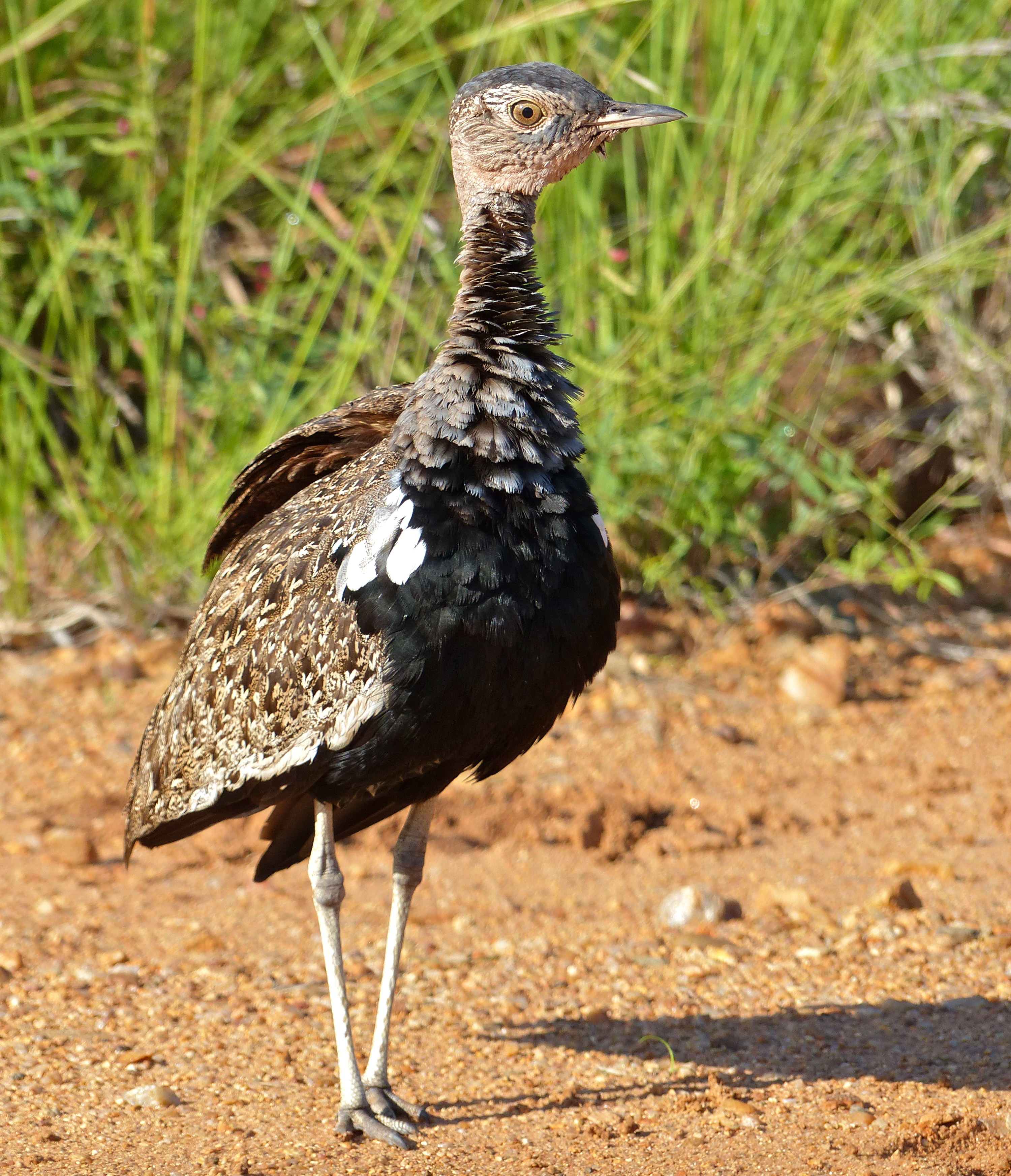

## Utbredning och systematik
Fågeln återfinns från södra Angola till nordöstra Namibia, Botswana, södra Zambia, Zimbabwe, Moçambique och norra Sydafrika. Den behandlas som monotypisk, det vill säga att den inte delas in i några underarter. 

## Levnadssätt
Sydlig tofstrapp ses promenera långsamt och stadigt i arida skogslandskap, där den är vanlig men undgår lätt upptäckt med sin välkamouflerande fjäderdräkt. Under spelet flyger hanen nästan rakt upp i himlen för att sedan fälla vingarna och slå en kullerbytta bakåt och slutligen landa på fötterna.

## Status
Arten har ett stort utbredningsområde och beståndet anses vara stabilt. Internationella naturvårdsunionen IUCN listar den därför som livskraftig (LC).